# Detlef B. Linke
Detlef Bernhard Linke (* 2. November 1945 in Hohenfinow-Struwenberg (Brandenburg) (auf der Flucht); † 6. Februar 2005) war ein deutscher Hirnforscher.

## Leben
Linke studierte Medizin, Philosophie und Kommunikationswissenschaften. Er promovierte über psychomotorische Epilepsie und verfasste seine Habilitationsschrift über die Sprachzentren des Gehirns.
Linke war an der Universität Bonn im Fachbereich Hirnforschung und Neurowissenschaften tätig. Dort war er seit 1982 Leiter der Abteilung für Neurophysiologie und Neurochirurgische Rehabilitation. Bekannt wurde Linke der Öffentlichkeit durch eine Reihe von populärwissenschaftlichen Büchern, in denen er insbesondere immer wieder eine Kritik am Reduktionismus äußerte.
Linke war Mitherausgeber der Zeitschrift Ethica. Wissenschaft und Verantwortung.

## Bücher (Auswahl)
- Parallelität von Gehirn und Seele (mit M. Kurthen), Stuttgart 1988
- Hirnverpflanzung. Die erste Unsterblichkeit auf Erden, Rowohlt, Reinbek bei Hamburg 1993
- Kunst und Gehirn, Rowohlt, Reinbek bei Hamburg 2002
- Religion als Risiko, Rowohlt, Reinbek bei Hamburg 2003
- Das Gehirn – Schlüssel zur Unendlichkeit, Herder, Freiburg i. Brsg. 2004
- Die Freiheit und das Gehirn, Beck, München 2005, ISBN 9783499621222
- Hölderlin als Hirnforscher. Lebenskunst und Neuropsychologie, Suhrkamp, Frankfurt am Main 2005 ISBN 978-3-518-24090-8

## Audio-CDs
- Die Zeiten des Gehirns. Wenn der Andere auf einen wartet. Konzeption/Regie: Thomas Knoefel u. Klaus Sander. Erzähler: Detlef B. Linke, supposé, Köln 2004, ISBN 978-3-932513-51-0
- Europa und die Marsianer. Konzeption/Regie: Klaus Sander. Erzähler: Detlef B. Linke, supposé, Köln 2005, ISBN 978-3-932513-61-9